# Tinja
Tinja je desna pritoka Save.
Nalazi se u sjevernoistočnom dijelu BIH s tokom dužine 69 kilometara. Izvire ispod obronaka planine Majevice, te u svom toku prolazi kroz općine Čelić, Srebrenik, Gradačac i Brčko. Tinja se ulijeva u rijeku Savu u mjestu Gorice sedam kilometara sjeverozapadno od Brčkog na hrvatsko-bosanskohercegovačkoj granici.
Izvorište rijeke Tinje, geološki značajnoga vodotoka na karti Bosne i Hercegovine, hidrološki je raritet.
Vodotok Tinje spada u vodne površine na području Grada Tuzle.